# 풍금

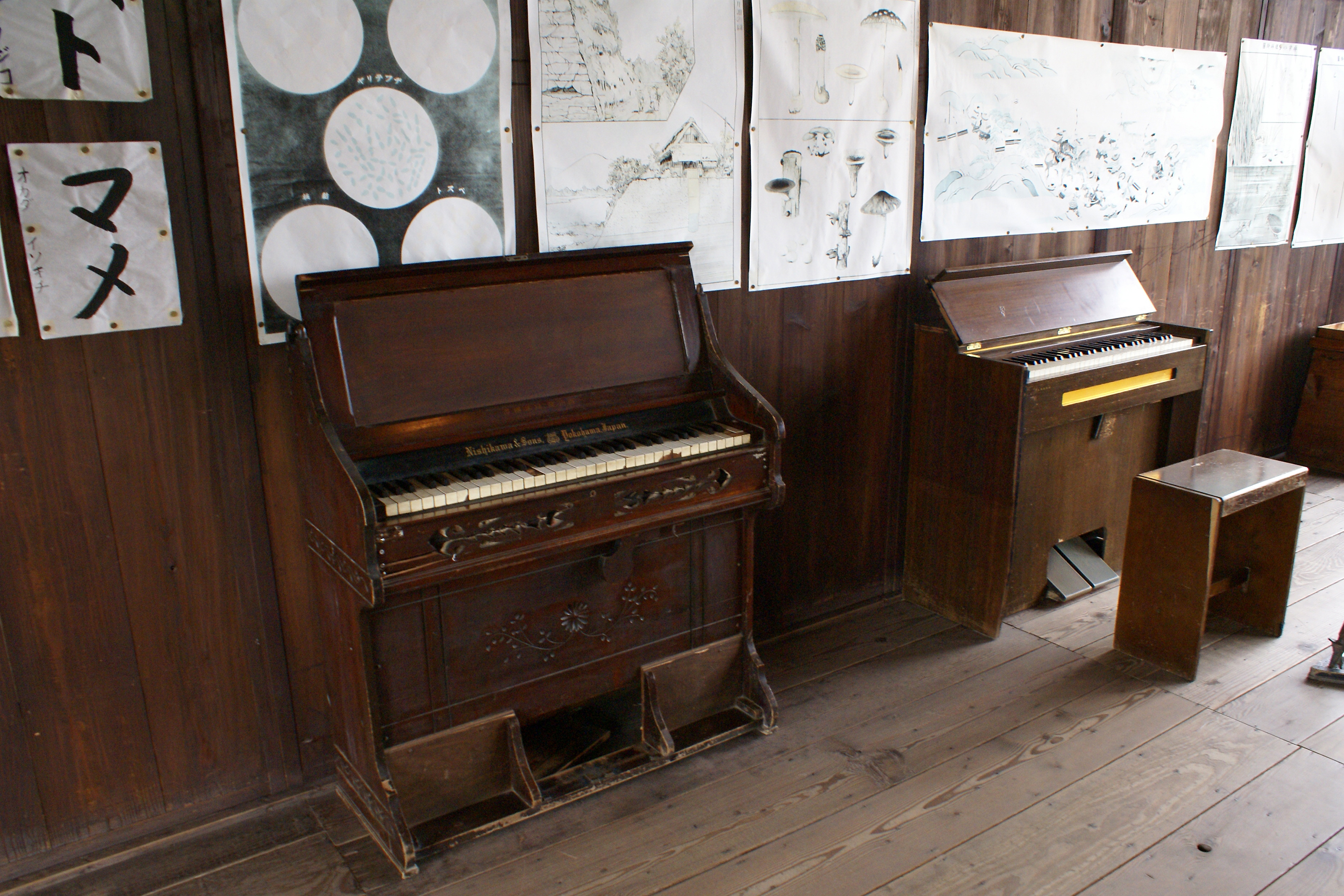
일본의 어느 학교 음악실에 비치된 풍금.

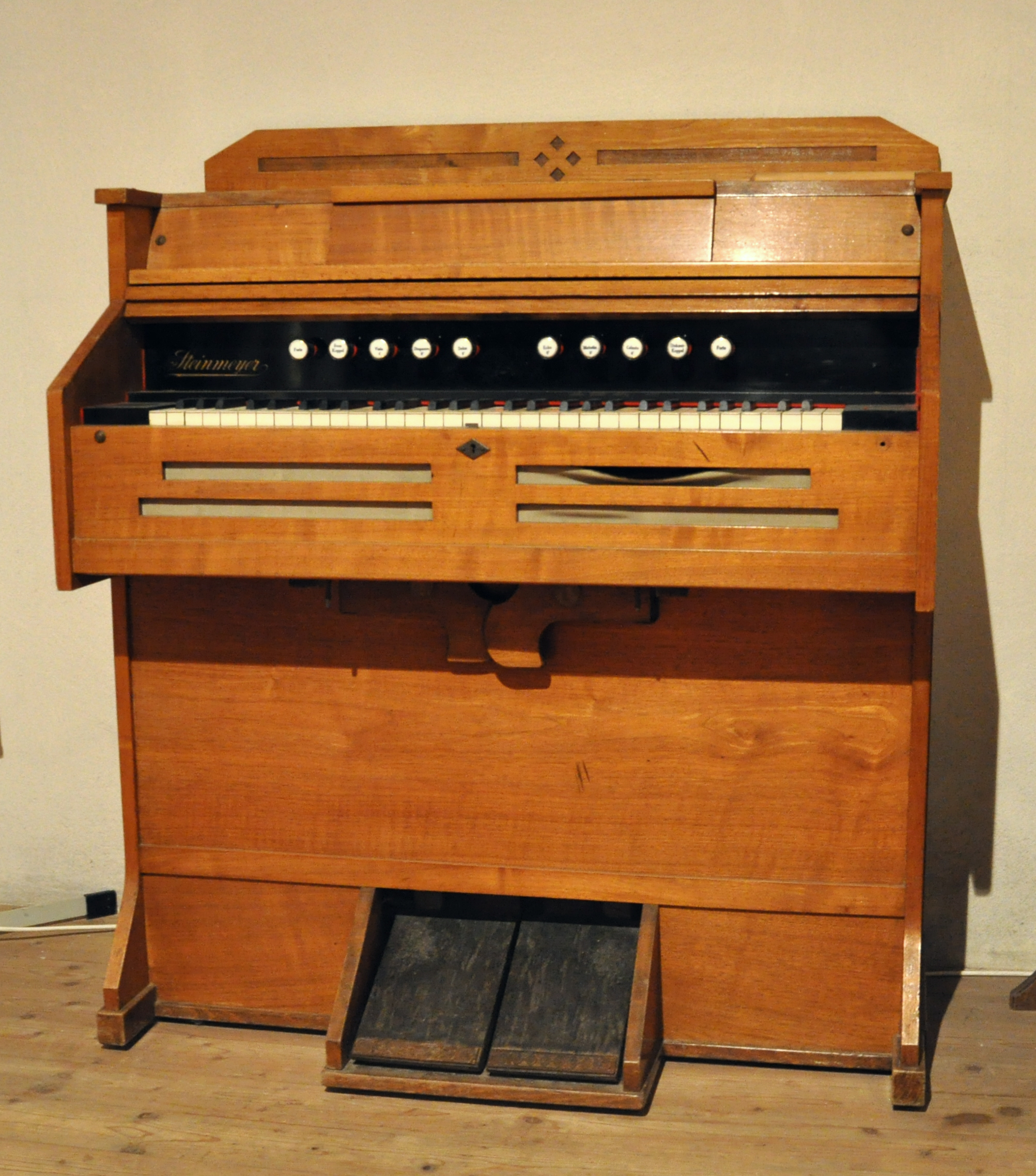
독일의 풍금.

풍금(風琴, 독일어: Harmonium 하르모니움[*], 영어: pump organ; reed organ)은 오르간과 원리가 같은 소형 악기다. 가정용 또는 작은 교회의 예배용으로 보급되었다. 마우스 오르간과 먼 친척인 풍금은 키보드로 조정하는 일련의 프리 리드들로 구성되어 있고 발로 밟는 압축 풀무로 바람을 넣어 소리를 낸다.

## 역사
풍금은 1810년경 가브리엘 그레니에가 고안한 프리 리드 건반 악기인 오르그 엑스프레시프에서 발전되었다. 그레니에 악기의 스톱 기능은 2개의 페달로 조작하는 풀무로 공기가 공급되었다. 익스프레션은 페달을 이용해 풀무와 공기 저장기를 연결하는 스톱으로 오르간 역사상 처음으로 연속적인 강약 변화가 가능해졌다. 1834년 프랑스의 유명한 오르간 제작자인 아리스티드 카벨레콜이 개량한 것이 파리 박람회에서 일반인들에게 널리 알려졌다. 소형으로 스퀘어 피아노와 같은 형태를 한 카벨레콜의 악기는 포이킬로르그라고 불렸고, 학 옥타브 반의 음역을 갖고 있었다. 1843년 그레니에의 제자 테오도르아킬레 뮐러가 사각형 상자에 접혀 들어갈 수 있는 휴대용 풍금으로 특허 등록을 했다.
풍금을 제작하고 완성한 선구자는 프랑스인이었지만, 여러 가지 시도는 바이에른에서 이루어졌다. 1815년 바이에른의 베른하르트 에센바흐가 익스프레션, 즉 연속적인 강약 변화의 표현이 가능한 프리 리드의 건반 악기를 고안하여, 에올리네라고 이름을 붙였다. 1842년 파리의 제작자 드뱅이 특허 등록한 모델이 판매되자, 풍금의 인기는 절정에 달하였다. 드뱅의 풍금에는 두께와 폭이 다른 리드와 연결된 세 옥타브의 건반이 부착되었다. 새롭게 추가된 특징의 하나는 각 건반이 풀무로부터의 송풍량을 조절하는 벨브를 제어하고 있는 것이다. 이것에 의해 처음으로 다른 음색을 내는 것이 가능하게 되었다. 1848년에 드뱅은 여기에 몇 가지를 더하여 개량했는데, 그중 하나가 교체 건반, 즉 악보 그대로 연주하면서 원하는 만큼 음정을 올렸다 내렸다하는 장치였다. 1854년 빅토르 뮈스텔이 무릎 레버로 조작하는 분할식 익스프레션 스톱을 덧붙였다.
풍금은 일정한 음을 유지할 수 있기 때문에 음향 실험이나 여러 가지 조율법을 실험하기에 좋았다. 이러한 실험용 풍금 중 가장 잘 알려져 있는 것은 1889년 베를린의 쇼에 탕카가 설계하고 요한 케비치가 제작한 것이다. 탕카의 풍금은 극히 정밀하여 한 옥타브에 20키 이상의 음이 균등하게 조율되었지만, 이것조차도 방케의 실험용 풍금과 비교해 보면 아이들의 장난감과 다름없었다. 방케의 풍금은 한 옥타브로 53개의 미분을 낼 수 있도록 만들어졌다. 19세기 중엽 풍금은 찬송가의 반주용으로 선교사에 의해 인도에 소개되었다. 1920년 이래로 인도와 파키스탄에서 소형 구자라트용 풍금을 만들어 왔는데, 구자라트에 있는 팔리타나가 리드 악기 제조의 중심지였다. 풍금은 널리 보급되어 많은 가정에서 한 대씩 가지고 있었다. 풍금은 기도 노래 반주용으로 널리 사용되었으나, 전통적인 인도 음악을 사랑하는 사람들은 더없이 환멸감을 느꼈다. 풍금은 음높이가 일정하므로 자유롭게 억양을 붙이는 인도의 성악, 기악곡에는 맞지 않았고, 풍금의 도입으로 인도의 바조나 스루티나 백파이프 등의 민속악기는 모습을 감추었다.